# 1994 au Québec
Cet article traite des événements survenus en 1994 au Québec. 

## Événements

### Janvier
- 7 janvier : Gil Rémillard annonce son retrait de la vie politique[1].
- 11 janvier : le gouvernement de Daniel Johnson (fils) est assermenté. Parmi ses ministres, citons André Bourbeau (Finances), Monique Gagnon-Tremblay (Conseil du Trésor), Jacques Chagnon (Éducation), Lucienne Robillard (Santé) et Robert Middlemiss (Sécurité publique)[1].
- 14 janvier : six policiers sont accusés de voie de fait sur Richard Barnabé, qui vit dans un état végétatif depuis son agression dans une cellule d'une centrale de police de Montréal le 14 décembre 1993[2].
- 17 janvier : la justice est en pleine controverse depuis les propos de la juge Raymonde Verreault (elle avait considéré comme "circonstances atténuantes" le fait qu'un homme qui a sodomisé pendant 30 mois sa belle-fille ait "préservé sa virginité")[3].
- 18 janvier : l'Action démocratique du Québec devient officiellement un parti politique[1].
- 23 janvier : le MATRAC (Mouvement pour l'abolition des taxes réservées aux cigarettes) est créé. À cause de ces taxes, la vente de cigarettes légales a baissé de 65 % en un an. Pendant quelques semaines, des commerçants bravent la loi en vendant la cartouche de cigarettes seulement 20 $[4].

### Février
- 7 février : Québec et Ottawa annoncent un train de mesures pour enrayer la contrebande de cigarettes: baisse des taxes de 24 $, accroissement des contrôles terrestres et maritimes aux frontières, augmentation des taxes sur les exportations et lancement de programmes de sensibilisation des clientèles vulnérables[5].
- 12 au 27 février : Jeux olympiques d'hiver de Lillehammer. Le Québec y obtient 9 des 13 médailles canadiennes. Myriam Bédard obtient deux médailles d'or en biathlon. Jean-Luc Brassard est médaillé d'or en ski acrobatique[6].
- 21 février : le péquiste Marcel Landry remporte l'élection partielle de Bonaventure, qui appartenait aux libéraux depuis 1956[1].
- 28 février : le libéral Bernard Brodeur remporte l'élection partielle de Shefford[1].

### Mars
- 10 mars : la deuxième session de la 34e législature est prorogée[1].
- 17 mars : ouverture de la troisième session de la 34e législature}[1].
- 18 mars : Gérald Godin annonce son retrait de la vie politique[1].
- 24 mars : les dépenses gouvernementales seront de 42 milliards $ en 1994-1995. Le déficit sera de 4,4 milliards[7].
- 29 mars : le député provincial de Notre-Dame-de-Grâce Gordon Atkinson quitte le Parti égalité et siègera comme député indépendant[8].
- 31 mars : Claude Ryan annonce son retrait de la vie politique[1].

### Avril
- 8 avril : le policier Allan Gosset est acquitté pour la deuxième fois de la mort d'Anthony Griffin en 1987[9].

### Mai
- 11 mai : malade, Jean Allaire abandonne la chefferie de l'ADQ. Mario Dumont lui succède[10].
- 12 mai : le budget Bourbeau met le cap sur la privatisation massive des sociétés d'État. Le déficit 1993-1994 est revu à la hausse à 4,895 milliards $[11].

### Juin
- 16 juin : Québec vend le mont Sainte-Anne à un consortium formé de la société américaine Club Resort et de Développement Bromont. La vente s'est conclue à 20,3 millions $[12].
- 17 juin : la session est prorogée[13].
- 22 juin : Québec annonce l'abolition de 1 600 postes dans la fonction publique[14].
- 24 juin : ouverture du casino de Charlevoix[15].
- 29 juin : la juge Raymonde Verreault est exonérée de tout blâme[16].

### Juillet
- 9 juillet : une tornade rase 7 maisons et fait 1 mort et 3 blessés à Saint-Charles-sur-Richelieu[17].
- 14 juillet : Luc Plamondon est décoré de la Légion d'honneur[18].
- 23 juillet : Daniel Johnson annonce des élections générales pour le 12 septembre[19].
- 27 juillet : Québec met en vente le zoo de Charlesbourg et l'Aquarium de Québec[20].
- 31 juillet : l'ancien syndicaliste Yvon Charbonneau se présente candidat libéral dans Bourassa[21].

### Août
- 4 août : une tornade de force F3 sur l'échelle de Fujita touche la ville d'Aylmer en Outaouais. Près de 400 maisons sont touchées sur une distance de 7 km[22].
- 9 août : Jacques Parizeau promet d'abroger la loi 142 sur la dérèglementation dans la construction s'il est élu[23].
- 18 août : l'animateur de radio de Québec André Arthur annonce qu'il se présente comme candidat indépendant dans Louis-Hébert[24].

### Septembre
- 12 septembre : le Parti québécois de Jacques Parizeau remporte les élections générales et formera un gouvernement majoritaire. Il a obtenu 44,7 % des voix et 77 circonscriptions. Le Parti libéral a obtenu 44,3 % des voix et 47 circonscriptions. L'ADQ, avec 6,5 % du vote, obtient la circonscription de Rivière-du-Loup, représenté par Mario Dumont. Le Parti Égalité est rayé de la carte ainsi les trois autres ancien députés du ce parti et André Arthur ne réussit pas à se faire élire dans Louis-Hébert, remporté par le péquiste Paul Bégin[25].
- 23 septembre : première du film Octobre de Pierre Falardeau et mettant en vedette Hugo Dubé, Serge Houde, Luc Picard, Pierre Rivard et Denis Trudel[26].
- 26 septembre : le gouvernement Parizeau, qui compte 19 ministres, est assermenté. Bernard Landry est ministre des Affaires internationales et ministre de l'Immigration et des Communautés culturelles. Pauline Marois est présidente du Conseil du Trésor. Jean Campeau est ministre des Finances et du Revenu. Jean Garon va à l'Éducation, Jean Rochon à la Santé, Jeanne Blackburn à la Sécurité du revenu, Jacques Brassard à l'Environnement et Paul Bégin à la Justice[1].

### Octobre
- 1er octobre : le salaire minimum au Québec passe à 6,00 $[27].
- 6 octobre : cinq personnes, toutes membres de la secte du Temple solaire, sont trouvées mortes dans une résidence de Morin-Heights. On parle d'un assassinat collectif suivi de quelques suicides. Cet événement suit d'une journée le suicide de 150 membres de la secte en Suisse. On apprendra plus tard que le Temple solaire comptait 400 membres au Québec[28].
- 16 octobre : Céline Dion et Daniel Bélanger sont les interprètes de l'année au Gala de l'ADISQ[29].
- 24 octobre : le candidat péquiste Roger Paquin remporte l'élection partielle de Saint-Jean[1].
- 31 octobre : publication d'un premier tome d'une biographie monumentale de René Lévesque écrit par Pierre Godin[30].

### Novembre
- 6 novembre : Pierre Bourque remporte les élections municipales et devient maire de Montréal[31].
- 10 novembre : le 1080 avenue des Braves à Québec devient la résidence officielle du premier ministre[1].
- 18 novembre : Jacques Parizeau annonce qu'il laisse tomber le projet Grande-Baleine, élaboré par l'ancien gouvernement Bourassa[32].
- 25 novembre : la ministre de la Culture et des Communications, Marie Malavoy, doit démissionner car elle est accusée d'avoir voté à plusieurs élections canadiennes sans être citoyenne. Rita Dionne-Marsolais la remplace[1].
- 29 novembre : ouverture de la première session de la 35e législature[1].

### Décembre
- 1er décembre : Lucien Bouchard est amputé de la jambe gauche à la suite d'une infection causée par un streptocoque de type A, la bactérie mangeuse de chair[33].
- 6 décembre : Jacques Parizeau dépose la loi sur la souveraineté du Québec et convie les Québécois à la définir par l'entremise de commissions itinérantes qui se tiendront à partir de janvier prochain. Le PLQ annonce déjà qu'il boycottera ces commissions[1].
- 7 décembre : Mario Dumont pose certaines conditions pour participer aux commissions[34].
- 8 décembre : Louise Harel dépose la loi 46 abrogeant la loi 142 de l'ancien gouvernement[35].
- 15 décembre : Jacques Parizeau dépose une offre aux Attikameks-Montagnais leur proposant de devenir propriétaires d'un territoire de 4 000 km2, soit une superficie de 10 fois leurs réserves actuelles[36].
- 17 décembre : la chanteuse Céline Dion se marie avec son impresario René Angélil devant 500 invités à la Basilique Notre-Dame de Montréal[37].

## Naissances
- Véronique Lévesque (animatrice de radio et chroniqueuse à la télévision de Trois-Rivières) († 20 avril 2024)
- 2 février - Benjamin Chouinard (acteur)
- 8 février - Nikki Yanofsky (chanteuse)
- 19 février - Jean-Carl Boucher (acteur et réalisateur)
- 25 février - Eugenie Bouchard (joueuse de tennis)
- 27 février - Mike Matheson (joueur de hockey)
- 25 mars - Justine Dufour-Lapointe (skieuse acrobatique)
- 1 mai - Antoine Bibeau (joueur de hockey)
- 5 mai - Pier-Luc Funk (acteur)
- 20 mai - Marc-Olivier Lafrance (acteur)
- 28 mai - Marianne Verville (actrice et fille de l'acteur de Pierre Verville)
- 31 mai - Joey Scarpellino (acteur)
- 23 juin - Charles Hudon (joueur de hockey)
- 14 août -  Hubert Lenoir (auteur-compositeur-interprète)
- 8 septembre - Élie Dupuis (chanteur)
- 16 septembre - Anthony Mantha (joueur de hockey)
- 12 novembre - Samuel Piette (footballeur)
- 14 décembre - Émile Poirier (joueur de hockey)
- 20 décembre - William Carrier (joueur de hockey)

## Décès
- Janvier - Alice Lafontaine (narratrice de la radio) (º 5 septembre 1901)
- 26 janvier - Gérard Parizeau (homme d'affaires et père de Jacques Parizeau) (º 16 décembre 1899)
- 11 février - Nicole Germain (animatrice) (º 29 novembre 1916)
- 3 mai - Janine Mignolet (actrice) (º 6 décembre 1928)
- 22 mai - Laurier Baillargeon (homme d'affaires et homme politique) (º 1er octobre 1912)
- 23 mai - Dyne Mousso (actrice) (º 17 mai 1930)
- 24 mai - Julien Hébert (designer) (º 19 août 1917)
- 26 mai - Georges Schoeters (militant du Front de libération du Québec) (º 22 avril 1930)
- 18 juin - Roger Lebel (acteur) (º 5 juin 1923)
- 16 juillet - Marcel-Marie Desmarais (écrivain) (º 6 avril 1908)
- 19 juillet - Victor Barbeau (philosophe) (º 17 août 1894)
- 26 juillet -Roland Gladu (joueur de baseball) (º 10 mai 1911)
- 12 octobre - Gérald Godin (homme politique et poète) (º 13 novembre 1938)
- 24 novembre - Paul Brunelle (chanteur) (º 10 juin 1923)
- 7 décembre - Jean-Claude Tremblay (joueur de hockey) (º 22 janvier 1939)
- 28 décembre - Jean-Louis Lévesque (homme d'affaires) (º 13 avril 1911)

## Sources et références
1. 1 2 3 4 5 6 7 8 9 10 11 12 13 14 15  « Chronologie parlementaire 1994 » (consulté le 2 juin 2009)
2. ↑  Affaire Barnabé. Six policiers accusés de voies de fait. Le Soleil. 15 janvier 1994. p. A-3
3. ↑  Bilan du Siècle
4. ↑  Pierre Roberge, « La vente de cigarettes hors taxes dans les dépanneurs alertera le fédéral », Le Soleil,‎ 24 janvier 1994, A-1
5. ↑  Bilan du Siècle
6. ↑  Bilan du Siècle
7. ↑  Denis Lessard. Johnson met de côté son projet de compressions des dépenses. La Presse. 25 mars 1994. p. A-1
8. ↑  Biographie de Gordon Atkinson sur le site de l'Assemblée nationale du Québec
9. ↑  Yves Boisvert. Allan Gosset est acquitté. La Presse. 9 avril 1994. p. A-1
10. ↑  Bilan du Siècle
11. ↑  Pierre Duchesne. Jacques Parizeau tome3. Québec-Amérique. 2004. p. 452
12. ↑  Gilbert Leduc, « Québec perd 13,1 millions $ dans la transaction. Le Mont Sainte-Anne vendue. », Le Soleil,‎ 17 juin 1994, A-1
13. ↑  Chronologie parlementaire sur le site de l'Assemblée nationale du Québec (1994)
14. ↑  Gilles Normand. Les occasionnels écoperont. Gagnon-Tremblay tente de rassurer les fonctionnaires. La Presse. 23 juin 1994. p. B-1
15. ↑  Le Casino de Charlevoix souffle ses 25 bougies
16. ↑  Yves Boisvert. Verreault est blanchie par ses pairs. La Presse. 30 juin 1994. p. A-1
17. ↑  « Trois blessés à Saint-Charles-sur-Richelieu », Le Soleil,‎ 10 juillet 1994, A-1
18. ↑  Alain Brunet. Le 14 juillet à La Rochelle a été marqué par une nuit tout à fait québécoise. Luc Plamondon a été fait Chevalier de la Légion d'honneur par Jacques Toubon. La Presse. 15 juillet 1994. p. A-9
19. ↑  Denis Lessard. Élections le 12 septembre. Le premier ministre Johnson a choisi la date du prochain scrutin. La Presse. 24 juillet 1994. p. A-1
20. ↑  Michel Corbeil. Le premier ministre est catégorique. Pas question de garder le zoo. Le Soleil. 28 juillet 1994. p. A-3
21. ↑  André Bellemare. Le cas d'Yvon Charbonneau est réglé. Malgré la controverse, l'ex-syndicaliste est bien accueilli au PL. La Presse. 1er août 1994. p. A-4
22. ↑  Il y a 20 ans, une tornade s'abattait sur Aylmer
23. ↑  Gilles Boivin, « Le PQ se devra de préparer un référendum sur la souveraineté », Le Soleil,‎ 10 août 1994, A-4
24. ↑  Pierre-Paul Noreau. Arthur et Rose dans la mêlée. L'animateur soulève la controverse. Le Soleil. 19 août 1994. p. A-1
25. ↑  Voir l'article Élection générale québécoise de 1994
26. ↑  Octobre sur IMDB
27. ↑  Salaires minimum au Canada de 1985 à 1999 aur le site gouvernemental
28. ↑  Bilan du Siècle
29. ↑  Voir l'article Liste des lauréats des prix Félix en 1994
30. ↑  Denis Lessard. René Lévesque était « né pour être le premier et défendait âprement son os ». La Presse. 1er novembre 1994. p. A-1
31. ↑  Bilan du Siècle
32. ↑  « Parizeau ne voit aucune priorité au projet. Grande-Baleine à l'eau. », Le Soleil,‎ 19 novembre 1994, A-1
33. ↑  Michel Vastel. Lucien Bouchard en attendant la suite…. Lanctôt. 1996. p. 190
34. ↑  Gille Boivin, « Dumont pose cinq conditions pour accepter la consultation », Le Soleil,‎ 8 décembre 1994, A-5
35. ↑  Brigitte Breton, « Victoire des syndicats », Le Soleil,‎ 9 décembre 1994, A-1
36. ↑  Bilan du Siècle
37. ↑  Daniel Lemay, « «C'était magique» : Le conte de fée s'est finalement réalisé », La Presse, Montréal,‎ 18 décembre 1994, A-1

### Articles généraux
- Chronologie de l'histoire du Québec (1982 à aujourd'hui)
- L'année 1994 dans le monde
- 1994 au Canada

### Articles sur l'année 1994 au Québec
- Gouvernement Daniel Johnson (fils)
- Élection générale québécoise de 1994
- Gouvernement Jacques Parizeau
- Liste des lauréats des prix Félix en 1994
- Guerre des motards au Québec